# Щитник чоловічий
Щитник чоловічий, або чоловіча папороть (Dryopteris filix-mas (L.) Schott) — найпоширеніший в Україні вид папоротей. Вважається, що легенда про цвіт папороті пов'язана саме з чоловічою папороттю. Назва походить від уявлення про нього, як про сильну стать на противагу меншому й делікатнішому безщитнику жіночому (Athyrium filix-femina), але насправді ці папороті не є дводомними рослинами одного виду. Вони належать до різних видів, родів та не мають квітів, а також, як усі папороті, мають складний життєвий цикл із чергуванням спорофітного та гаметофітного поколінь.
Чоловіча папороть росте в листяних і мішаних лісах, на узліссях вільшняків. Рослина тіньовитривала. Спороносить у червні — липні. Поширена майже по всій Україні. Заготовляють у Закарпатській, Львівській, Івано-Франківській, Чернівецькій, Тернопільській, Волинській, Рівненській, Київській, Житомирській і Чернігівській областях. Запаси сировини великі.
Місцеві назви — папороть, глистник, іванове зілля, кочедижник та ін..

## Опис
Багаторічна трав'яниста рослина родини багатоніжкових (Polypodiaceae) (50 — 100 см заввишки) з горизонтальним або косим, товстим, коротким кореневищем, на якому щільно розміщені залишки черешків, суцільно вкриті бурими плівчастими лусками. Надземного стебла немає. Листки (вайї) великі (50-100 см), зібрані біля кореневища у вигляді пучка, що лійкоподібно розходиться. Черешки короткі, товсті, еластичні, густо вкриті разом з головною жилкою великими ланцетними рудуватими лусками. Пластинки листків довгасто-овальні, двічі перисті. Частки першого порядку лінійно-ланцетні на коротких черешках, глибоко перисторозсічені, з довгастими тупими на верхівці, косозубчастими частками другого порядку. Купки спорангіїв (соруси) завжди з помітними покривальцями, що довго зберігаються; вони зближені, але не зливаються, розташовані в два ряди по боках середньої жилки. Соруси великі, округлі, прикриті округлим брунькоподібним, звичайно голим покривальцем, у центрі вдавленим. Спори брунькоподібні.

## Поширення

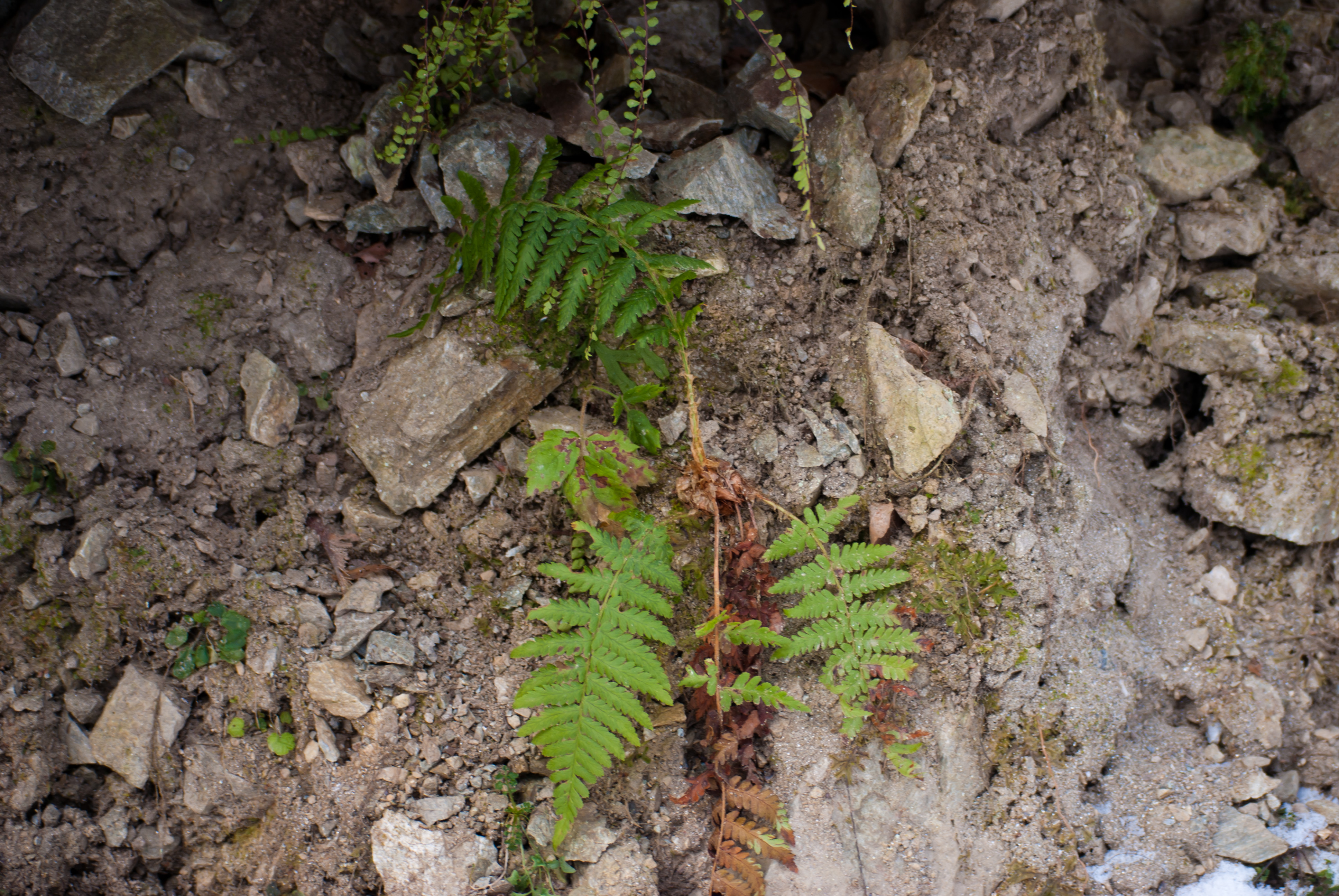
Щитник чоловічий у Карпатському біосферному заповіднику

Це широко розповсюджена у північній півкулі рослина; вона зростає від Гренландії і Скандинавії — до Мексики і Середземномор'ї. Трапляється папороть чоловіча також у Середній Азії. У горах зростає в букових, ялинових, ялицевих і арчових лісах, піднімаючись місцями до альпійського поясу. Може рости навіть в Арктиці — по захищених від вітру і прогрітих влітку південних схилах. Однак, основна частина ареалу знаходиться саме в лісовій зоні, де рослина зустрічається в хвойних, змішаних і широколистяних лісах.

## Практичне використання
Лікарська, отруйна і декоративна рослина. У науковій і народній медицині використовують кореневище дріоптериса чоловічого як глистогінний засіб для вигнання солітерів. Ним виганяють бичачих, свинячих і карликових ціп'яків. Діючим чинником щитника чоловічого є похідні флороглюцини — аспідинол, флораспін, албаспідин, філіксова і флаваспідинова кислоти, крім того, кореневища містять філіксодубильну кислоту, жирну олію, небагато ефірної олії, гіркоту і крохмаль. 3 кореневищ виготовляють глистогінний препарат філіксап. Слід пам'ятати, що кореневища чоловічої папороті отруйні, лікуватись ними потрібно під наглядом лікаря і тільки за його рекомендаціями. Останнім часом з антигельмінтною метою стали застосовувати інші, менш токсичні та ефективніші препарати.
Щитник чоловічий — досить декоративна рослина. Рекомендується для насаджень під деревами, на узліссях, уздовж берегів водойм, на вогких місцях у парках і лісопарках, на кладовищах. Із сільськогосподарських тварин поїдається тільки козами.

## Збирання, переробка та зберігання
Лікувальні властивості близьких до щитника чоловічого видів — Dryopteris affinis та Dryopteris oreades ще не зовсім вивчені, тому при зборі слід переконатися, що це кореневища саме щитника чоловічого. Заготовляють їх восени (вересень — жовтень) або рано навесні (квітень), викопуючи лопатою, копачкою. Обтрусивши землю, секатором або ножем обрізають листки, корені та мертві частини кореневища. Великі кореневища розрізають начетверо (вздовж і впоперек), короткі — тільки впоперек. Сировину пров'ялюють протягом кількох днів просто неба, потім сушать у печах або сушарках при температурі не вище 40 °C. Зберігають у сухих, добре провітрюваних приміщеннях протягом двох років. Вимагається обережне використання.